# Marcus Caelius Rufus
Marcus Caelius Rufus (* um 88 v. Chr.; † 48 v. Chr. bei Thurii) war ein Politiker in der späten römischen Republik.
Caelius, der aus einer Familie des Ritterstandes stammte, die im Picenum beheimatet war, ist vor allem durch seine Verbindung zu Marcus Tullius Cicero bekannt, der sein Lehrer in der Redekunst war. Er gehörte, ähnlich wie Publius Clodius Pulcher, dessen Schwester Clodia (mit der er zeitweilig ein Verhältnis hatte) und der Dichter Catull, zur „jeunesse dorée“ der späten Republik, einer Generation, die sich – jedenfalls in den Augen ihrer Kritiker – von den alten römischen Tugenden abwandte und ein ausschweifendes Leben vorzog. 59 v. Chr. war er einer der Ankläger des Gaius Antonius Hybrida, der von seinem früheren Amtskollegen im Consulat und Caelius' Lehrer Cicero verteidigt wurde. Die Klage war erfolgreich und führte zur Verbannung von Antonius. 56 v. Chr. wurde er von Lucius Sempronius Atratinus wegen der angeblichen Verwicklung in einen Mordanschlag im Zusammenhang mit den Affären rund um Ptolemaios XII. angeklagt; aus der erhaltenen Verteidigungsrede Ciceros (pro Caelio) erfahren wir – wenn auch polemisch verzerrt – einiges über das Leben in diesen Kreisen.
In den folgenden Jahren war Caelius aber auch politisch aktiv (Volkstribun 52 v. Chr., Ädil 50 v. Chr.) Sein Briefwechsel mit Cicero aus dieser Zeit ist erhalten. Nach Ausbruch des Bürgerkriegs unterstützte er Gaius Iulius Caesar und wurde 48 v. Chr. Prätor. Er brachte einen nicht im Interesse des abwesenden Caesar liegenden Gesetzesantrag auf Miet- und Schuldenerlass ein, dessen Beschluss gewaltsam verhindert wurde. Nun verbündete er sich mit Titus Annius Milo und zettelte einen Aufstand an, wurde aber bei Thurii in Unteritalien getötet. Auch Milo kam ums Leben.